# Règne des fins
Le règne des fins est un concept de philosophie morale et politique désignant une société où prévaut un ordre autonome constitué de sujets raisonnables. Le règne des fins apparaît dans l’œuvre d'Emmanuel Kant.

## Concept
Le concept de règne des fins est proposé par Emmanuel Kant dans les Fondements de la métaphysique des mœurs. Il écrit que « par règne, j'entends la liaison systématique de divers êtres raisonnables par des lois communes ». Le règne de fins est cette liaison dans la communauté humaine de sujets autonomes, qui vivent selon l'impératif catégorique. Comme les sujets de droit n'obéissent à personne si ce n'est à la loi universelle par laquelle ils traitent autrui comme fin, le règne des fins est en réalité le règne de la liberté. Dans ce règne, « tout en y donnant des lois universelles, [l'être raisonnable] n'en est pas moins lui-même soumis à ces lois ».
Le règne des fins n'est possible qu'à condition que les membres de la communauté humaine jouissent d'une autonomie, à savoir la faculté à se représenter une loi universelle et à agir selon cette loi. L'autonomie est ainsi l'intériorité rationnelle de la loi. Le règne des fins est ainsi le règne des individus qui se traitent chacun comme des fins en soi. Ces êtres raisonnables sont tous législateurs universels. Le respect y règne par la subordination volontaire à la loi universelle. Le règne des fins est ainsi le règne de la dignité, la dignité étant l'homme traité comme fin en soi et jamais comme moyen.
Kant écrit que « la moralité est la condition qui seule peut faire qu'un être raisonnable est une fin en soi ; car il n'est possible que par elle d'être un membre législateur dans le règne des fins ». Afin de faire vivre le règne des fins, Kant soutient que « tout être raisonnable doit agir comme s'il était toujours par ses maximes un membre législateur du règne universel des fins ».